# جوپا (کنتاکی)
جوپا (به انگلیسی: Joppa) یک منطقهٔ مسکونی در ایالات متحده آمریکا است که در شهرستان ادیر، کنتاکی واقع شده‌است. جوپا ۲۵۵٫۱۲ متر بالاتر از سطح دریا واقع شده‌است.